# Аге
Аге або ага — назва боярського чину у Валахії та Молдові. Слово запозичене з турецької в кінці XVI століття. У Валахії в 17 столітті аге, це керманич піхоти та начальник князівської варти, у 18-19 століттях — військовий губернатор та начальник поліції Бухаресту. В Молдові у 18-19 століттях аге — начальник поліції міста Ясси.